# R-14 Tchoussovaïa
Le R-14 Tchoussovaïa ou SS-5 Skean (Code OTAN) est un missile balistique développé dans les années 1960 par l'Union soviétique.

## Historique
Pour un article plus général, voir Histoire du missile balistique.
Ils seront progressivement remplacés dans les années 1980 par les RSD-10 Pionnier (code OTAN : SS-20 Saber). Le dernier missile fut démantelé le 9 août 1989.